# Kattegatt
Kattegatt (danska: Kattegat) är ett 22 000 km2 stort havsområde i södra Skandinavien, mellan Skagerrak och Bälten. 
Det avgränsas i söder av Lilla Bält (mellan Juelsminde och Æbelø), Fyn, Stora Bält (Fyns Hoved och Røsnæs), Själland och Öresund (mellan Gilbjerg hoved och Kullen), i väster av Jylland och i öster av Sveriges västkust (till största delen Halland). Nordgränsen dras av bl.a. WMO och IHO av en linje mellan Pater Nosterskären vid Marstrand och Skagen på Jyllands nordspets, I fiskesammanhang är gränsen internationellt definierad något längre söderut, från Skagens fyr till fyren Tistlarna och därifrån vidare till den närmast belägna svenska kusten vid Vallda Sandös västra udde.[källa behövs] Området ligger i Sverige och Danmark. Huvuddelen av området ligger i Danmark. Den exakta gränsen mellan länderna drogs under 1980-talet.

## Etymologi
Namn på hela havsområdet mellan Jylland, Själland, svenska västkusten och södra Norge (nuvarande Skagerrak och Kattegatt) nämns första gången under 1600-talet; då användes Skagerrak och  Kattegatt omväxlande som namn på hela området. Skagerrak hade mer officiell prägel, medan Kattegatt var mer av ett skämtsamt sjömansspråk. Bägge namnen är av nederländskt ursprung. Första gången de trycks på sjökort är under 1700-talet och då användes fortfarande namnen om varandra för hela havsområdet utanför svenska västkusten. För den södra delen av havsområdet konkurrerade under 1800-talet namnet Kattegatt successivt ut Skagerrak. Medan för den norra delen mellan Skagen, Bohuskusten och norska kusten användes enbart namnet Skagerrak.[källa behövs]
Kattegatt är ett nederländskt ord med den ursprungliga betydelsen ’’katthål’’; ett hål i dörr eller vägg för huskatten. Senare har ordet kommit att beteckna smal och trång passage eller, i äldre nederländskt sjömansspråk, ett trångt farvatten i allmänhet. Och i fallet Kattegatt, ett helt havsområde med stora risker för den sjöfarande.

## Hydrografi
Kattegatts volym är 500 km3, arean 22 000 km2 och medeldjupet 23 meter. Den danska sidan är förhållandevis grund. På den svenska sidan återfinns längst i norr Djupa rännan med djup nära 100 meter. Längre söderut är djupförhållandena oregelbundna, där största djupet, cirka 130 meter, finns i jämnhöjd med Varberg.
Det finns två huvudsakliga havsströmmar i Kattegatt: Baltiska strömmen och Jutska strömmen. Den baltiska strömmen transporterar Östersjöns vatten ut genom Öresund och Bälten, genom Kattegatt och in i Skagerrak. Som alla havsströmmar påverkas denna ström av en lång rad yttre faktorer, bland annat vind. Vanligen flyter den norrut utefter svenska västkusten. När östersjövattnet startar sin resa norröver genom sund och bält är salthalten omkring 8 promille. Uppblandning med det saltare vattnet i Kattegatt och Skagerrak ökar salthalten så att vid passagen av Vinga utanför Göteborg kan salthalten ha stigit till strax över 20 promille. Den mindre salta Baltiska strömmen flyter ovanpå det betydligt saltare Kattegattvattnet. Tjockleken på den Baltiska strömmen utanför svenska kusten kan ofta vara kring 15 meter. Under speciella förhållanden som till exempel vid längre perioder av ostlig vind kan Baltiska strömmen breda ut sig över större delar av Kattegatt. Strömmen är snabbast några sjömil ur från svenska kusten, ibland upp till 2 knop.
Den jutska strömmen rinner utefter Jyllands västkust, rundar Skagen och styrs sedan av vindar ner i Kattegatt eller mot hela svenska kusten ända upp till Väderöarna. Jutska strömmar transporterar vatten med hög salthalt (ofta mer än 30 promilles salthalt) från Nordsjön in i Kattegatt. Strömhastigheten i Jutska strömmen kan vara upp till mellan 2 och 3 knop.
Det största vattendraget som mynnar i Kattegatt är Göta älv. Genom Göta älvs avrinningsområde omfattar Vänern och via dess tillflöden har den ett totalt avrinningsområde på ungefär 50 000 km2, främst i Sverige, men även till en mindre del i Norge. Andra större vattendrag på den svenska sidan är Viskan, Ätran, Nissan och Ätran. På Jylland finns Gudenå och Århus å och på Fyn Odense å (via Odensefjorden). Vattenflödet i Limfjorden i norra Danmark är vanligen i riktning från Nordsjön och till Kattegatt.
Av de delar av avrinningsområdet som ligger i Sverige (totalt 71 415 km2) är 37 089 km2 skog, 10 425 km2 vatten, 6 624 km2 sankmark,  5 995 km2 jordbruksmark, 4 794 km2 öppen mark, 1 841 km2 hygge, 1 497 km2 tätort och 150 km2 fjäll.

## Geologi

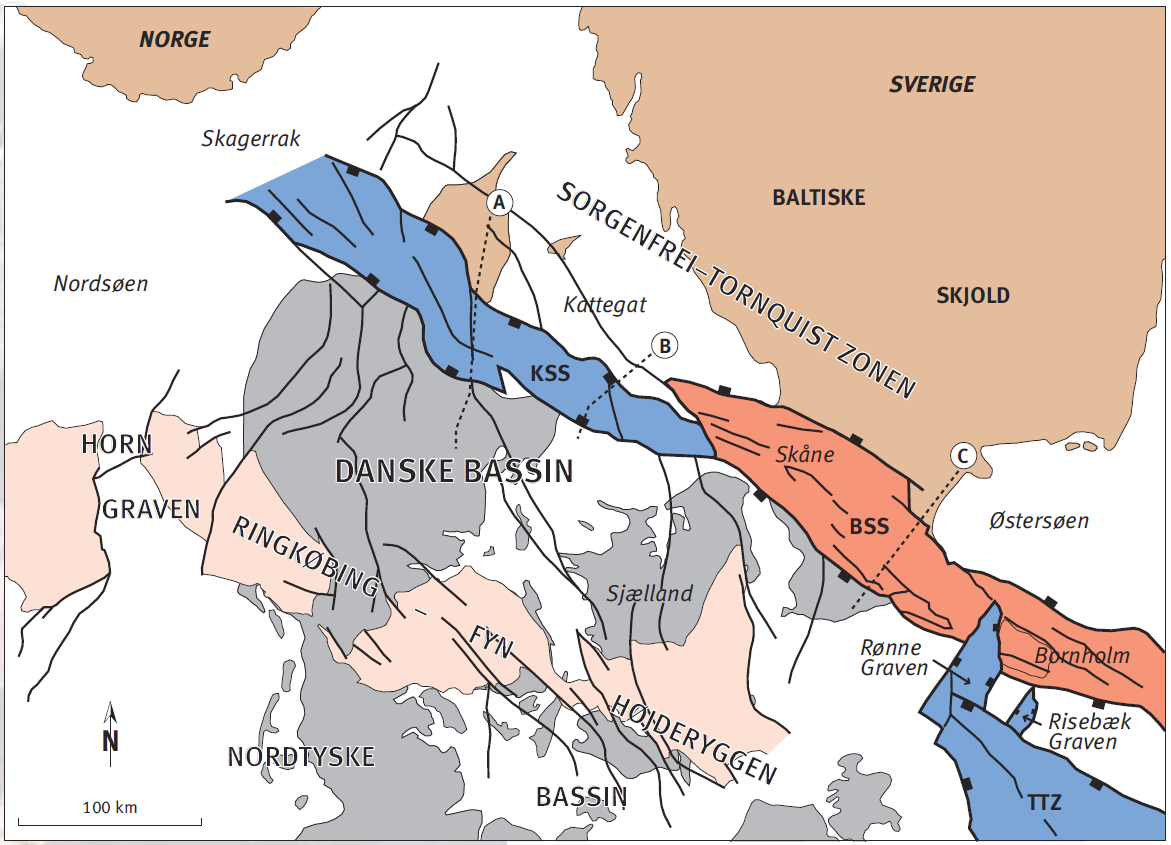
Sorgenfrei-Tornquistzonen (blå & brandgul) skär rakt igenom Kattegatt

Kattegatt ligger på bägge sidor om Sorgenfrei-Tornquistzonen som går genom havsområdet i sydöst/nordvästlig riktning. I zonen finns sediment från jura och trias. Norr om zonen ligger Skagerrak-Kattegattplattformen där allt material förutom en del från krita eroderats bort. Söder om zonen ligger norsk-danska bassängen med material från alla geologiska perioder från trias och framåt. Den sista istiden nådde sitt maxima för omkring 22 000 år sedan. Isen täckte då hela Kattegatt. Den kom sedan att dra sig tillbaka under perioden 19 000 till 17 000 år före nutid. I de norra delarna (främst Vendsyssel och Halland) kom havsnivån att vara högre än idag, medan den sydvästra delen av Kattegatt var land.

## Natur och miljö
Det finns omkring 800 växt- och djurarter i Kattegatt. Artrikedomen ökar i takt med att vattnet blir saltare norrut. Sammansättningen på växt- och djurliv påverkas av de fysiska förhållanden, som t.ex. havets djup. 
Till rovdjuren som finns i Kattegatt hör bland annat knubbsäl, pigghaj, tumlare och torsk.  Även klorocka förekommer. Överlag har deras bestånd minskat i modern tid. Tumlarna förekommer i två populationer, en i den norra delen som även sträcker sig in i Skagerrak och Nordsjön och en i den södra delen som även sträcker sig in i Bälthavet. Det finns en total population (2024) i Kattegatt och Skagerrak på omkring 22 000 knubbsälar., men antalet har varierat mycket över tid p.g.a. sjukdom.. Antalet pigghajar har minskat betydligt sedan 1980-talet., men det har skett viss återhämtning. Det har tidigare funnits gråsäl. För andra fiskar som rödspätta och sill varierar beståndens utveckling.
På områden med litet djup, som i västra Kattegatt och olika grund i östra Kattegatt finns ålgräs. Där den växer bidrar till den ett rikt djurliv, bland annat leker flera fiskarter i dessa områden. De djup på vilket ålgräs växer har över tid minskat. Det finns bubbelrev i Kattegatt och bildar där regioner med hög biodiversitet. Det är det enda stället där det uppmätt aktiva metanutsläpp i bubbelrev i samband med nedbrytningen av organiskt material.
Det finns ett stort antal naturreservat i havsområdet. Den sydvästligaste delen (mot Öresund) är skyddad som Skånska Kattegatt. Längre upp längs kusten finns bland annat Balgö, Getteröns och Kungsbackafjordens naturreservat. På danskt vatten finns större skyddad områden vid Ålborg bugt, söder om Læsø, norr om Anholt, Sejerøbugten och Horsens fjord. För att skydda torsken, vars bestånd har kollapsat, råder fiskeförbud på ett område om 426 km2. Det finns kvoter på upptaget för ett relativt stort antal arter.
Kattegatt påverkas av en betydande kvävetillförsel. Från Sverige hamnar ungefär 1/4 av de antropgena/tillgängliga kväveutsläppen i Kattegatt (27 700 ton/år). För fosfor är andelen ungefär 1/5 (620 ton/år). För kväve är jord- och skogsbruk de dominerande källorna medan jordbruket är den dominerande fosforkällan. Utsläppen har medfört övergödning och därigenom orsakat bottendöd i Laholmsbukten och södra Kattegatt. Detta har från och med den senare delen av 1900-talet medfört minskad biodiversitet i framförallt den södra delen av Kattegatt. Framförallt bottenlevande djur har påverkats av syrebrist. För att motverka detta antogs vandmiljøplanen 1987 i Danmark
Havsområdet är, liksom alla områden de angränsar till, ett svavelkontrollområden. 

## Transport/sjöfart
Omkring 70 000 fartyg passerar årligen genom Kattegatt. Dessa följer ett antal förutbestämda rutter. Många fartyg stannar även vid någon av havsområdets hamnar. Göteborgs hamn är den största containerhamnen i Sverige, medan Århus havn är den största containerhamnen i Danmark. Förutom de bägge hamnarna som dominerar finns mellanstora hamnar i Halmstad/Varberg, Frederikshavn, Grenå och Randers. För att underlätta sjöfarten finns det och har det funnits många fyrar, bland annat vid Vinga, Nidingen, Morups tånge och på Anholt.
Det finns flera färjelinjer inom Kattegatt. Mellan Jylland och Sverige finns i norr färjelinjen Göteborg–Frederikshavn. Söder därom finns sedan 2020 färjelinjen Halmstad–Grenå. Den ersatte Varberg–Grenå som funnits sedan 1960. Under 1960-talet fanns det färjeförbindelse mellan Halmstad och Århus. Mellan Jylland och Själland driver Molslinjen förbindelser mellan Sjællands odde och dels Ebeltoft, dels Århus. Det finns också färjeförbindelser mellan de mindre öarna och näraliggande städer (från Grenå till Anholt och från Kalundborg, Hou och Århus till Samsø)   Det finns också färjelinjer som delvis går genom havsområdet, antingen till/från en hamn inom området som Göteborg–Kiel eller genom att de passerar området utan att gå i hamn som t.ex. Köpenhamn–Oslo. På beslut av Folketinget har det genomförts en förundersökning för en fast förbindelse mellan Själland och Jylland.

## Energiutvinning
Väst om Anholt finns Anholt havmøllepark med en nominell kapacitet på omkring 400 MW. På den svenska sidan (strax nordväst om Anholt) finns planer på vindkraftsparkerna Galatea-Galene med en kapacitet på 1 700 MW och Kattegatt Syd med en nominell kapacitet på 1 200 MW.
Under 1980-talet förekom prospektering efter fossila resurser i södra Kattegatt.

## Öar i Kattegatt
Det finns ett stort antal öar i Kattegatt. De flesta längs dess kuster. I dess centrala delar finns Anholt och Læsø. I dess sydvästra del finns Samsø samt ett antal mindre öar. Betydande öar längs dess svenska kust:

- Asperö
- Balgö
- Brännö
- Donsö
- Hallands Väderö
- Hesselø
- Hisingen
- Hönö
- Marstrand
- Nidingen
- Styrsö
- Tylön
- Vendelsöarnas naturreservat
- Vinga
- Öckerö